# Halodiplosis repetekensis
Halodiplosis repetekensis är en tvåvingeart som beskrevs av Kaplin 1990. Halodiplosis repetekensis ingår i släktet Halodiplosis och familjen gallmyggor.
Artens utbredningsområde är Turkmenistan. Inga underarter finns listade i Catalogue of Life.